# Zólochiv (Leópolis)
Zólochiv (en ucraniano: Зо́лочів), es una ciudad de Ucrania y capital del raión homónimo de la provincia (óblast) Leópolis. Está situada a 65 km al este de la ciudad de Leópolis.
En 2017, la localidad tenía 24 269 habitantes. Desde la reforma territorial de 2020 es sede de un municipio con una población total de unos cincuenta mil habitantes, que incluye 66 pueblos como pedanías.

## Historia
El 15 de septiembre de 1523, fue declarada como ciudad por el rey polaco Segismundo I Jagellón el Viejo y durante la República de las Dos Naciones perteneció al voivodato de Rutenia estando a cargo de varias familias de la nobleza. En 1772, tras la primera partición de Polonia pasó a pertenecer a Austria y en 1918 tras la Primera Guerra Mundial pasó a pertenecer a la Segunda República Polaca integrándose en el voivodato de Tarnópol. Tras la invasión de Polonia de 1939 realizada por la Unión Soviética pasó a formar parte de la República Socialista Soviética de Ucrania.

## Datos de interés

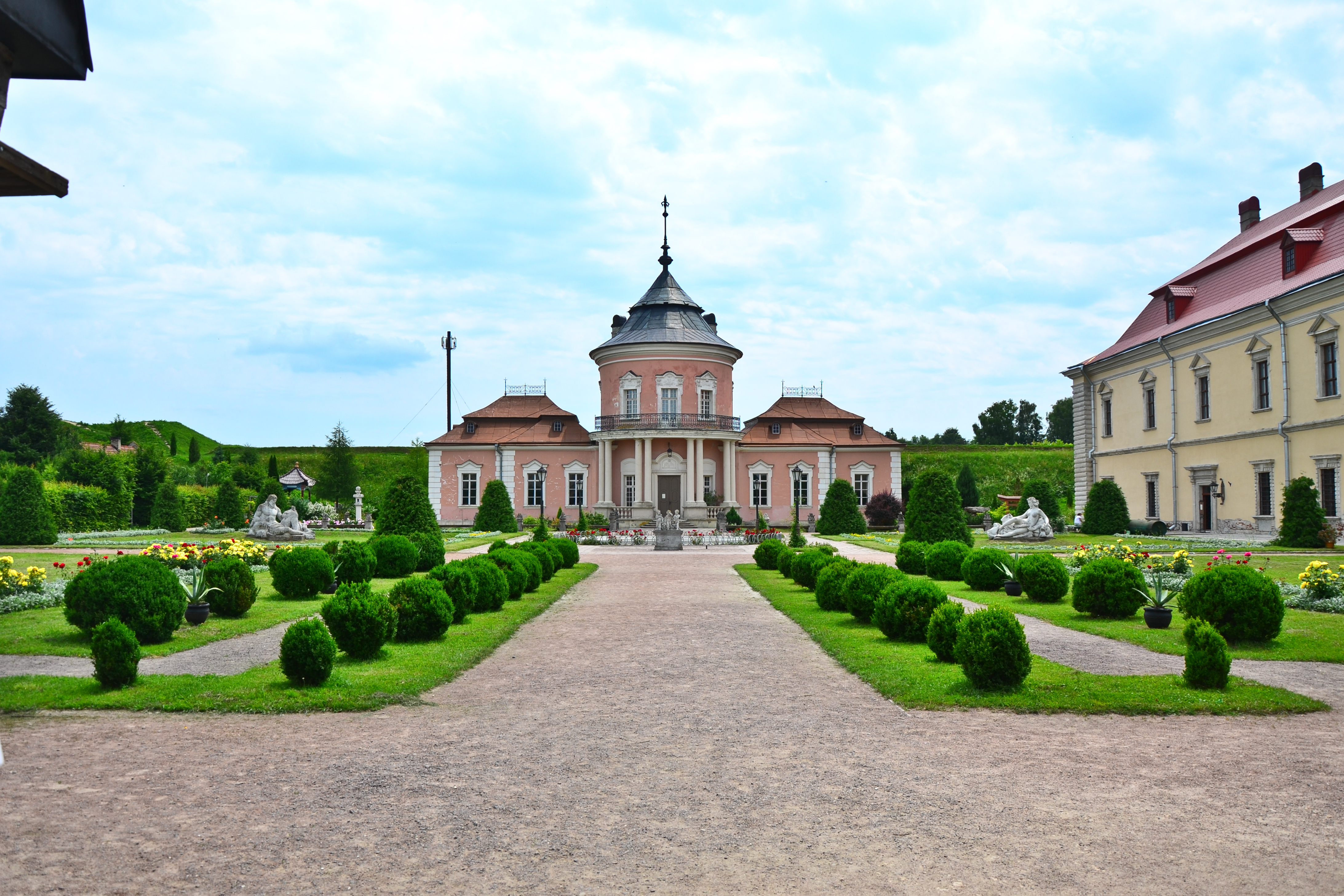
Castillo de Zólochiv

Los principales monumentos son el Castillo de Zólochiv construido en el siglo XVII por Jakub Sobieski y la sinagoga que también se construyó en esa época.
Entre las personas más conocidas nacidas en esta ciudad se encuentran:
- Naftali Hertz Imber (1856-1909), poeta, judío y militante sionista.
- Arthur H. Fellig, más conocido como Weegee (1899-1968), fotógrafo estadounidense.
- Roald Hoffmann (n. en 1937), químico estadounidense que obtuvo el Premio Nobel de  química en 1981.
- Roman Rymar (1995-presente), actor hispano-ucraniano.

## Ciudades hermanadas
- Skadovsk
- Schöningen
- Oława